# 昂库尔
昂库尔（法語：Ancourt，法語發音：[ɑ̃kuʁ]）是法国滨海塞纳省的一个市镇，属于迪耶普区。

## 地理
昂库尔（49°54'35"N, 1°11'1"E）面积12.44 平方千米，位于法国诺曼底大区滨海塞纳省，该省份为法国北部沿海省份，其西部及北部濒大西洋英吉利海峡，东起顺时针与索姆省、瓦兹省、厄尔省和卡爾瓦多斯省接壤。
与昂库尔接壤的市镇（或旧市镇、城区）包括：阿尔克拉巴塔耶、贝朗格勒维尔、格雷日、马丹埃格利斯、圣尼古拉达列蒙、索谢、珀蒂科。

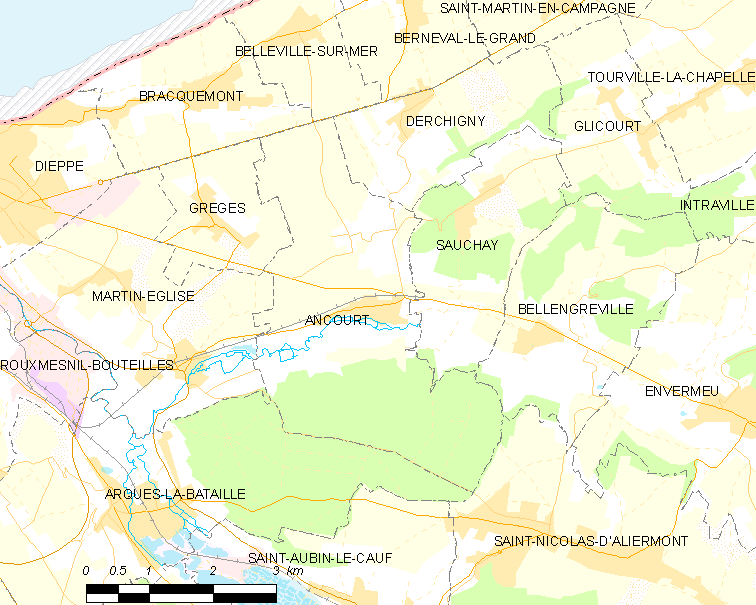
昂库尔的OSM定位图

昂库尔的时区为UTC+01:00、UTC+02:00（夏令时）。

## 行政
昂库尔的邮政编码为76370，INSEE市镇编码为76008。

## 政治
昂库尔所属的省级选区为迪耶普第二县。

## 人口

1962-2008年间昂库尔人口变化图示

昂库尔于2022年1月1日时的人口数量为627人。